# Championnat du monde de vitesse moto 1950
Navigation
Édition précédente Édition suivante
Le Championnat du monde de vitesse moto 1950 est la deuxième saison de vitesse moto organisée par la FIM.

Ce championnat comporte six courses de Grand Prix, toutes courues en Europe, pour quatre catégories : 500 cm3, 350 cm3, 250 cm3 et 125 cm3.

## Attribution des points
Les points du championnat sont attribués aux six premiers de chaque course :
- Premier : 8 points
- Second : 6 points
- Troisième : 4 points
- Quatrième : 3 points
- Cinquième : 2 points
- Sixième : 1 point

Tous les points des courses comptent pour le championnat des catégories 125 cm3 et 250 cm3, alors que seuls les quatre meilleurs résultats comptent pour les catégories 350 cm3 et 500 cm3.

## Grands Prix
| N° | Course                  | Lieu       | Vainqueur 125 cm³ | Vainqueur 250 cm³ | Vainqueur 350 cm³ | Vainqueur 500 cm³ | Résultat |
| -- | ----------------------- | ---------- | ----------------- | ----------------- | ----------------- | ----------------- | -------- |
| 1  | Tourist Trophy          | Île de Man |                   | Dario Ambrosini   | Artie Bell        | Geoff Duke        | Résultat |
| 2  | Grand Prix de Belgique  | Spa        |                   |                   | Bob Foster        | Umberto Masetti   | Résultat |
| 3  | Grand Prix des Pays-Bas | Assen      | Bruno Ruffo       |                   | Bob Foster        | Umberto Masetti   | Résultat |
| 4  | Grand Prix de Suisse    | Genève     |                   | Dario Ambrosini   | Leslie Graham     | Leslie Graham     | Résultat |
| 5  | Grand Prix d'Ulster     | Clady      | Carlo Ubbiali     | Maurice Cann      | Bob Foster        | Geoff Duke        | Résultat |
| 6  | Grand Prix des Nations  | Monza      | Gianni Leoni      | Dario Ambrosini   | Geoff Duke        | Geoff Duke        | Résultat |

## Résultats de la saison

### Championnat 1950 catégorie 500 cm³
| Clas. | Pilote              | Pays        | Constructeur | Points | Victoires |
| ----- | ------------------- | ----------- | ------------ | ------ | --------- |
| 1     | Umberto Masetti     | Italie      | Gilera       | 28     | 2         |
| 2     | Geoff Duke          | Royaume-Uni | Norton       | 27     | 3         |
| 3     | Leslie Graham       | Royaume-Uni | AJS          | 17     | 1         |
| 4     | Nello Pagani        | Italie      | Gilera       | 12     | 0         |
| 5     | Carlos Bandirola    | Italie      | Gilera       | 12     | 0         |
| 6     | John Lockett        | Royaume-Uni | Norton       | 9      | 0         |
| 7     | Artie Bell          | Royaume-Uni | Norton       | 6      | 0         |
| 8     | Arciso Artesiani    | Italie      | MV Agusta    | 6      | 0         |
| 9     | Harry Hinton        | Australie   | Norton       | 5      | 0         |
| 10    | Ted Frend           | Royaume-Uni | AJS          | 4      | 0         |
| 11    | Dickie Dale         | Royaume-Uni | Norton       | 4      | 0         |
| 12    | Harold Daniell (en) | Royaume-Uni | Norton       | 4      | 0         |

### Championnat 1950 catégorie 350 cm³
| Clas. | Pilote              | Pays        | Constructeur | Points | Victoires |
| ----- | ------------------- | ----------- | ------------ | ------ | --------- |
| 1     | Bob Foster          | Royaume-Uni | Velocette    | 30     | 3         |
| 2     | Geoff Duke          | Royaume-Uni | Norton       | 24     | 1         |
| 3     | Leslie Graham       | Royaume-Uni | AJS          | 17     | 1         |
| 4     | Artie Bell          | Royaume-Uni | Norton       | 14     | 1         |
| 5     | Keith Armstrong     | Royaume-Uni | Velocette    | 11     | 0         |
| 6     | Eric Hinton         | Australie   | Norton       | 9      | 0         |
| 7     | Bill Lomas          | Royaume-Uni | Velocette    | 9      | 0         |
| 8     | Harold Daniell (en) | Royaume-Uni | Norton       | 6      | 0         |
| 9     | John Lockett        | Royaume-Uni | Norton       | 4      | 0         |
| 9     | Dickie Dale         | Royaume-Uni | AJS          | 4      | 0         |
| 11    | Ted Frend           | Royaume-Uni | AJS          | 4      | 0         |
| 12    | Eric McPherson      | Australie   | AJS          | 3      | 0         |
| 13    | Cecil Sandford      | Royaume-Uni | AJS          | 3      | 0         |

### Championnat 1950 catégorie 250 cm³
| Clas. | Pilote             | Pays        | Constructeur | Points | Victoires |
| ----- | ------------------ | ----------- | ------------ | ------ | --------- |
| 1     | Dario Ambrosini    | Italie      | Benelli      | 24     | 3         |
| 2     | Maurice Cann       | Royaume-Uni | Moto Guzzi   | 14     | 1         |
| 3     | Bob Anderson       | Royaume-Uni | Moto Guzzi   | 6      | 0         |
| 3     | Bruno Ruffo        | Italie      | Moto Guzzi   | 6      | 0         |
| 5     | Dickie Dale        | Royaume-Uni | Benelli      | 4      | 0         |
| 5     | Wilf Billington    | Irlande     | Moto Guzzi   | 4      | 0         |
| 5     | Bruno Francisci    | Italie      | Benelli      | 4      | 0         |
| 5     | Ronald Mead        | Royaume-Uni | Velocette    | 4      | 0         |
| 9     | Arthur Burton      | Royaume-Uni | Excelsior    | 3      | 0         |
| 9     | Claudio Mastellari | Italie      | Moto Guzzi   | 3      | 0         |
| 9     | Benoît Musy        | Suisse      | Moto Guzzi   | 3      | 0         |
| 9     | Roland Pike        | Royaume-Uni | Rudge        | 3      | 0         |
| 13    | David Andrews      | Royaume-Uni | Excelsior    | 2      | 0         |

### Championnat 1950 catégorie 125 cm³
| Clas. | Pilote           | Pays     | Constructeur | Points | Victoires |
| ----- | ---------------- | -------- | ------------ | ------ | --------- |
| 1     | Bruno Ruffo      | Italie   | Mondial      | 17     | 1         |
| 2     | Gianni Leoni     | Italie   | Mondial      | 14     | 1         |
| 2     | Carlo Ubbiali    | Italie   | Mondial      | 14     | 1         |
| 4     | Giuseppe Matucci | Italie   | Morini       | 4      | 0         |
| 4     | Luigi Zinzani    | Italie   | Morini       | 4      | 0         |
| 6     | Umberto Braga    | Italie   | Mondial      | 3      | 0         |
| 7     | Raffaele Alberti | Italie   | Mondial      | 2      | 0         |
| 7     | Felice Benasedo  | Italie   | MV Agusta    | 2      | 0         |
| 9     | Gijs Lagervey    | Pays-Bas | Sparta       | 1      | 0         |
| 9     | Emilio Soprani   | Italie   | Morini       | 1      | 0         |